# Obervogtamt Zusamaltheim
Das Obervogtamt Zusamaltheim war bis 1803 ein Amt des Domkapitels Augsburg mit Sitz in Zusamaltheim. 

## Geschichte
In der zweiten Hälfte des 13. Jahrhunderts begann das Domkapitel Augsburg sich zu einer selbständigen Körperschaft zu entwickeln. Das Domkapitel übte innerhalb des Hochstifts Augsburg, das im Gegensatz zum Domkapitel im Reichstag und Konvent des Reichskreises vertreten war, in seinen Besitzungen die Grundherrschaft, die Vogteiherrschaft und andere territoriale Rechte selbständig aus und hatte eigene Gesetzgebungsgewalt.

## Orte des Obervogtamts Zusamaltheim
Das Obervogtamt Zusamaltheim war eines der 17 Landämter des Domkapitels Augsburg und hatte die Funktion, seine Güter in Zusamaltheim und Umgebung zu verwalten. Als Amtmann war ein Vogt eingesetzt, der in Zusamaltheim saß.
Die Besitzungen des Domkapitels Augsburg in folgenden Orten unterstanden dem Obervogtamt Zusamaltheim: Bliensbach, Gauried, Hausen, Hettlingen, Marzelstetten, Reatshofen, Rieblingen, Roggden, Schrankbaummühle, Sontheim, Villenbach, Wiesmühle, Zusamaltheim und Zusamzell.

## Auflösung des Obervogtamtes
Durch die Säkularisation kamen 1802/03 die Besitzungen des Domkapitels Augsburg an Bayern und wurden 1804 dem Landgericht Wertingen unterstellt.